# Afrotyphlops blanfordii
Afrotyphlops blanfordii är en ormart som beskrevs av Boulenger 1889. Afrotyphlops blanfordii ingår i släktet Afrotyphlops och familjen maskormar.
Inga underarter finns listade i Catalogue of Life.
Denna orm förekommer i Etiopien och Eritrea. Arten lever i bergstrakter mellan 1000 och 2450 meter över havet. Individerna vistas främst i torra och fuktiga savanner. De besöker även torra buskskogar och trädgrupper. Honor lägger ägg.
Det är inget känt om populationens storlek och möjliga hot. IUCN listar arten med kunskapsbrist (DD).